# Європейський кіноприз 2016
29-та щорічна церемонія вручення премії «Європейський кіноприз» за досягнення в європейському кінематографі відбулась 10 грудня 2016 року у Вроцлаві, Польща. Ведучим церемонії став польський актор Мацей Штур. Переможців обирали понад 3000 членів Європейської кіноакадемії. Номінанти були оголошені 5 листопада 2016 року. Найкращим європейським фільмом було визнано німецьку стрічку «Тоні Ердманн» режисерки Марен Аде.

## Перебіг церемонії
5 жовтня 2016 року Європейська кіноакадемія започаткувала нову нагороду  —«European University Film Award». Номінанти були відібрані з-поміж 50 ігрових та 15 документальних фільмів комітетом, до якого року увійшли Фео Аладаг (режисер, Німеччина), Дагмар Брунов (викладач, Швеція), Луїс Мартінес Лопес (журналіст, Іспанія) і Патрік Собельман (продюсер, Франція). Переможця обирали студенти 13 університетів з 13 європейських країн. Ним став британсько-французький фільм «Я, Деніел Блейк» режисера Кена Лоуча.
1 листопада 2016 року ірландський актор Пірс Броснан був оголошений лауреатом нагороди за внесок у світовий кінематограф. 17 листопада 2016 року були названі перші сім переможців у технічних категоріях. Почесну нагороду голови та спілки Європейської кіноакадемії було посмертно вручено польському режисеру Анджею Вайді. Переможців премії було оголошено 10 грудня 2016 року на урочистій церемонії: найкращим європейським фільмом було визнано німецьку стрічку «Тоні Ердманн» режисерки Марен Аде. Під час церемонії російська політична активістка та учасниця панк-гурту «Pussy Riot» Марія Альохіна закликала присутніх підтримати українського режисера Олега Сенцова, незаконно засудженого до 20 років ув'язнення в Росії.

## Список лауреатів та номінантів
• Переможці вказані першими і виділені окремим кольором.
| Категорія                                 | Лауреати та номінанти                                                                               |                                                                                          |
| ----------------------------------------- | --------------------------------------------------------------------------------------------------- | ---------------------------------------------------------------------------------------- |
| Найкращий фільм                           | • Тоні Ердманн / Toni Erdmann ( Німеччина Австрія)                                                  | • Тоні Ердманн / Toni Erdmann ( Німеччина Австрія)                                       |
| Найкращий фільм                           | • Вона / Elle ( Франція Німеччина)                                                                  |                                                                                          |
| Найкращий фільм                           | • Джульєтта / Julieta ( Іспанія)                                                                    |                                                                                          |
| Найкращий фільм                           | • Кімната / Room ( Канада Ірландія)                                                                 |                                                                                          |
| Найкращий фільм                           | • Я, Деніел Блейк / I, Daniel Blake ( Велика Британія Франція)                                      |                                                                                          |
| Найкращий режисер                         | • Марен Аде — «Тоні Ердманн»                                                                        | • Марен Аде — «Тоні Ердманн»                                                             |
| Найкращий режисер                         | • Педро Альмодовар — «Джульєтта»                                                                    |                                                                                          |
| Найкращий режисер                         | • Пол Верховен — «Вона»                                                                             |                                                                                          |
| Найкращий режисер                         | • Кен Лоуч — «Я, Деніел Блейк»                                                                      |                                                                                          |
| Найкращий режисер                         | • Крістіан Мунджіу — «Випускний»                                                                    |                                                                                          |
| Найкращий актор                           | • Петер Зімонішек — «Тоні Ердманн» (за роль Вінфріда Конраді / Тоні Ердманна)                       | • Петер Зімонішек — «Тоні Ердманн» (за роль Вінфріда Конраді / Тоні Ердманна)            |
| Найкращий актор                           | • Г'ю Грант — «Флоренс Фостер Дженкінс» (за роль Сейнт-Клера Бейфілда)                              |                                                                                          |
| Найкращий актор                           | • Дейв Джонс — «Я, Деніел Блейк» (за роль Деніела Блейка)                                           |                                                                                          |
| Найкращий актор                           | • Хав'єр Камара — «Трумен» (за роль Томаса)                                                         |                                                                                          |
| Найкращий актор                           | • Бурггарт Клаусснер — «Держава проти Фрітца Бауера» (за роль генпрокурора Фрітца Бауера)           |                                                                                          |
| Найкращий актор                           | • Рольф Лассгорд — «Людина на ім'я Уве» (за роль Уве)                                               |                                                                                          |
| Найкраща акторка                          | • Сандра Гюллер — «Тоні Ердманн» (за роль Інес Конраді)                                             | • Сандра Гюллер — «Тоні Ердманн» (за роль Інес Конраді)                                  |
| Найкраща акторка                          | • Валерія Бруні-Тедескі — «Як навіжені» (за роль Беатріс Морандіні Вальдірана)                      |                                                                                          |
| Найкраща акторка                          | • Тріне Дюргольм — «Комуна» (за роль Анни)                                                          |                                                                                          |
| Найкраща акторка                          | • Емма Суарес, Адріана Угарте — «Джульєтта» (за роль Джульєтти)                                     |                                                                                          |
| Найкраща акторка                          | • Ізабель Юппер — «Вона» (за роль Мішель Леблан)                                                    |                                                                                          |
| Найкращий сценарист                       | • Марен Аде — «Тоні Ердманн»                                                                        | • Марен Аде — «Тоні Ердманн»                                                             |
| Найкращий сценарист                       | • Томаш Василевський — «Сполучені штати любові»                                                     |                                                                                          |
| Найкращий сценарист                       | • Емма Доног'ю — «Кімната»                                                                          |                                                                                          |
| Найкращий сценарист                       | • Пол Лаверті — «Я, Деніел Блейк»                                                                   |                                                                                          |
| Найкращий сценарист                       | • Крістіан Мунджіу — «Випускний»                                                                    |                                                                                          |
| Найкращий документальний фільм            | • Море у вогні / Fuocoammare ( Італія Франція)                                                      | • Море у вогні / Fuocoammare ( Італія Франція)                                           |
| Найкращий документальний фільм            | • 21 X Нью-Йорк / 21 X Nowy Jork ( Польща)                                                          |                                                                                          |
| Найкращий документальний фільм            | • Земля просвітлених / The Land of the Enlightened ( Бельгія Ірландія Нідерланди Німеччина)         |                                                                                          |
| Найкращий документальний фільм            | • Містер Гага / Mr. Gaga ( Ізраїль Швеція Німеччина Нідерланди)                                     |                                                                                          |
| Найкращий документальний фільм            | • Сімейна справа / A Family Affair ( Нідерланди Бельгія)                                            |                                                                                          |
| Найкращий документальний фільм            | • С — означає Стенлі / S Is for Stanley —Trent'anni dietro al volante per Stanley Kubrick ( Італія) |                                                                                          |
| Найкращий анімаційний фільм               | • Життя Кабачка / Ma vie de Courgette ( Франція Швейцарія)                                          | • Життя Кабачка / Ma vie de Courgette ( Франція Швейцарія)                               |
| Найкращий анімаційний фільм               | • Психонавти, забуті діти / Psiconautas, los niños olvidados ( Іспанія)                             |                                                                                          |
| Найкращий анімаційний фільм               | • Червона черепаха / La Tortue rouge ( Франція Бельгія)                                             |                                                                                          |
| Найкращий комедійний фільм                | • Людина на ім'я Уве / En man som heter Ove ( Швеція Норвегія)                                      | • Людина на ім'я Уве / En man som heter Ove ( Швеція Норвегія)                           |
| Найкращий комедійний фільм                | • Він знову тут / Er ist wieder da ( Німеччина)                                                     |                                                                                          |
| Найкращий комедійний фільм                | • Корова / La Vache ( Франція)                                                                      |                                                                                          |
| Приз ФІПРЕССІ                             | • Найщасливіший день у житті Оллі Мякі / Hymyilevä mies ( Фінляндія Швеція Німеччина)               | • Найщасливіший день у житті Оллі Мякі / Hymyilevä mies ( Фінляндія Швеція Німеччина)    |
| Приз ФІПРЕССІ                             | • Лібман / Liebmann ( Німеччина)                                                                    |                                                                                          |
| Приз ФІПРЕССІ                             | • Піщана буря / סופת חול‎ ( Ізраїль)                                                                 |                                                                                          |
| Приз ФІПРЕССІ                             | • Собаки / Câini ( Франція Румунія Болгарія Катар)                                                  |                                                                                          |
| Приз ФІПРЕССІ                             | • Спрага / Jajda ( Болгарія)                                                                        |                                                                                          |
| Нагорода «European University Film Award» | • Я, Деніел Блейк / I, Daniel Blake ( Велика Британія Франція)                                      | • Я, Деніел Блейк / I, Daniel Blake ( Велика Британія Франція)                           |
| Нагорода «European University Film Award» | • Випускний / Bacalaureat ( Румунія Франція Бельгія)                                                |                                                                                          |
| Нагорода «European University Film Award» | • Море у вогні / Fuocoammare ( Італія Франція)                                                      |                                                                                          |
| Нагорода «European University Film Award» | • Найщасливіший день у житті Оллі Мякі / Hymyilevä mies ( Фінляндія Швеція Німеччина)               |                                                                                          |
| Нагорода «European University Film Award» | • Тоні Ердманн / Toni Erdmann ( Німеччина Австрія)                                                  |                                                                                          |
| Найкращий короткометражний фільм          | • 9 днів — з мого вікна в Алеппо / 9 Days - From My Window in Aleppo ( Нідерланди Сирія)            | • 9 днів — з мого вікна в Алеппо / 9 Days - From My Window in Aleppo ( Нідерланди Сирія) |
| Найкращий короткометражний фільм          | • 90 градусів на північ / 90 Grad Nord ( Німеччина)                                                 |                                                                                          |
| Найкращий короткометражний фільм          | • Амалімбо / Amalimbo‎ ( Швеція Естонія)                                                             |                                                                                          |
| Найкращий короткометражний фільм          | • Вдалині / In The Distance‎ ( Німеччина)                                                            |                                                                                          |
| Найкращий короткометражний фільм          | • Дім / Home ( Косово Велика Британія)                                                              |                                                                                          |
| Найкращий короткометражний фільм          | • Едмонд / Edmond ( Велика Британія)                                                                |                                                                                          |
| Найкращий короткометражний фільм          | • Лімб / Limbo‎ ( Франція Греція)                                                                    |                                                                                          |
| Найкращий короткометражний фільм          | • Людина повернулась / A Man Returned ( Велика Британія Ліван Данія Нідерланди)                     |                                                                                          |
| Найкращий короткометражний фільм          | • Ми всі любимо морський берег / Tout le monde aime le bord de la mer ( Іспанія)                    |                                                                                          |
| Найкращий короткометражний фільм          | • Невеличка розмова / Small talk ( Норвегія)                                                        |                                                                                          |
| Найкращий короткометражний фільм          | • Падаюча зірка / Падаща звезда ( Болгарія Італія)                                                  |                                                                                          |
| Найкращий короткометражний фільм          | • Повнота часу (Романс) / L'Immense Retour (Romance) ( Бельгія Франція)                             |                                                                                          |
| Найкращий короткометражний фільм          | • Прощання / El Adiós ( Іспанія)                                                                    |                                                                                          |
| Найкращий короткометражний фільм          | • Стіна / Le Mur ( Бельгія)                                                                         |                                                                                          |
| Найкращий короткометражний фільм          | • Я не звідси / Yo no soy de aquí ( Чилі Данія Литва)                                               |                                                                                          |

### Інші переможці
| Категорія                      | Лауреат                                          |                                                  |
| ------------------------------ | ------------------------------------------------ | ------------------------------------------------ |
| Найкращий оператор             | • Камілла Ельм Кнудсен — «Під піском»            | • Камілла Ельм Кнудсен — «Під піском»            |
| Найкращий монтажер             | • Янус Біллесков Янсен, Анне Йостеруд — «Комуна» | • Янус Біллесков Янсен, Анне Йостеруд — «Комуна» |
| Найкращий художник-постановник | • Еліс Нормінгтон — «Суфражистка»                | • Еліс Нормінгтон — «Суфражистка»                |
| Найкращий дизайн костюмів      | • Стефані Бікер — «Під піском»                   | • Стефані Бікер — «Під піском»                   |
| Найкращий грим та зачіски      | • Барбара Кройцер — «Під піском»                 | • Барбара Кройцер — «Під піском»                 |
| Найкращий композитор           | • Ілля Демуцький — «Учень»                       | • Ілля Демуцький — «Учень»                       |
| Найкращий звукорежисер         | • Радослав Охньо — «11 хвилин»                   | • Радослав Охньо — «11 хвилин»                   |
| Нагорода молодіжного журі      | • «Завжди незадоволена» / Jamais contente        | • «Завжди незадоволена» / Jamais contente        |
| Приз глядацьких симпатій       | • «Тіло» / Jamais contente                       | • «Тіло» / Jamais contente                       |
| Приз Єврімажу                  | • Леонтіне Петі                                  | • Леонтіне Петі                                  |

### Почесні нагороди
| Нагорода за внесок у світовий кінематограф          |  | • Пірс Броснан     |
| Нагорода голови та спілки Європейської кіноакадемії |  | • Анджей Вайда     |
| Нагорода за життєві досягнення                      |  | • Жан-Клод Карр'єр |